# Anita Lasker-Wallfisch
Anita Lasker-Wallfisch (ur. 17 lipca 1925 we Wrocławiu) – niemiecka wiolonczelistka pochodzenia żydowskiego, ocalała z Holocaustu, członkini orkiestry obozowej w KL Auschwitz.

## Życiorys
Urodziła się w niemieckiej rodzinie żydowskiego pochodzenia. Była jedną z trzech córek prawnika Alfonsa Laskera, brata cenionego szachmistrza Edwarda Laskera. Matka była wiolonczelistką. Po dojściu do władzy nazistów w 1933 rodzice Anity Lasker doświadczyli antysemityzmu, ale pomógł im fakt, że Alfons Lasker walczył w czasie I wojny światowej, za co otrzymał Krzyż Żelazny.
Najstarsza siostra Anity, Marianna, wyemigrowała do Anglii w 1939. W kwietniu 1942 rodzice Anity zostali zabrani do obozu w Majdanku. Siostry Anita i Renata nie zostały deportowane, gdyż pracowały w fabryce papieru. Po spotkaniu z francuskimi więźniami rozpoczęły podrabianie dokumentów, by pomóc im wrócić do ojczyzny. We wrześniu 1942 próbowały uciec do Francji, ale zostały aresztowane przez gestapo na stacji kolejowej we Wrocławiu. Były więzione przez rok.
Siostry trafiły do Auschwitz w grudniu 1943. Umiejętność gry na wiolonczeli ocaliła Anitę. Dołączyła do żeńskiej obozowej orkiestry, która grała marsze podczas codziennych apeli na początek dnia pracy więźniów i więźniarek. Dawała też koncerty dla SS. O Anicie wypowiada się Helena Dunicz Niwińska w swojej książce pt. Drogi mojego życia: Wspomnienia skrzypaczki z Birkenau: "Do grona profesjonalnych instrumentalistek zalicza się wiolonczelistka Anita Lasker, niemiecka Żydówka pochodzącą z Wrocławia. Pamiętam jej egzamin grany przed Almą, gdyż została przyjęta do kapeli wkrótce po mnie. Była doskonała. Po wojnie zrobiła karierę w London Chamber Orchestra". 
Jesienią 1944 wraz z siostrą została przewieziona do obozu Bergen-Belsen, gdzie doczekała wyzwolenia obozu przez wojska brytyjskie, a siostra Renata, znająca angielski, została tłumaczką w armii brytyjskiej.
Podczas procesu załogi obozu Bergen-Belsen w 1945 złożyła świadectwo na temat warunków w obozie.
W 1946 siostry z pomocą najstarszej Marianny przeprowadziły się do Wielkiej Brytanii. Anita wyszła za mąż za pianistę Petera Wallfischa. Urodziła dwoje dzieci: syn Raphael został wiolonczelistą, a córka Maya Jacobs-Wallfisch psychoterapeutką. Jej wnuk Benjamin Wallfisch jest kompozytorem.
Wallfisch współzałożyła English Chamber Orchestra. Występowała zarówno jako jej członkini, jak też solowa artystka. W 1994 podczas tournée orkiestry po raz pierwszy od zakończenia wojny przyjechała do Niemiec. Od tamtej pory odwiedzała niemieckie i angielskie szkoły jako świadek historii. W Polsce promowała działalność New Kreisau, podobnie jak działania Fundacji Freyi von Moltke i Kreisau Circles legacy. W 1996 opublikowała pamiętnik pt. Inherit the Truth. Swoją historię opowiadała wielokrotnie, m.in. w relacjach przechowywanych w Shoah Foundation i dostępnych online.
W 2011 otrzymała honorowy tytuł doktora na Uniwersytecie w Cambridge. W 2018 wygłosiła przemowę w Bundestagu upamiętniającą 73 rocznicę wyzwolenia KL Auschwitz. W grudniu 2019 wzięła udział w nagraniu programu 60 Minutes o muzyce tworzonej przez więźniów i więźniarki Auschwitz, a także w trzech filmach dokumentalnych.
Rok później została wyróżniona Krzyżem Oficerskim Orderu Zasługi Republiki Federalnej Niemiec. Pandemia koronawirusa opóźniła uroczystość, która odbyła się 20 maja 2021 w ambasadzie Niemiec w Londynie.